# Természetes potencianövelő
A természetes potencianövelők olyan természetes, nem szintetikus ételek, amik képesek a libidót növelni és fokozni a vágyat. Ezeknek az ételeknek a hatásait évezredes megfigyelések támasztják alá.

## Mikor van szükség természetes potencianövelőkre?
A potencianövelő gyógyszerek, étrend-kiegészítők és ételek alkalmazásának célja, hogy megkönnyítsék a hímvessző merev állapotba kerülését. További hatásuk, hogy az aktus időtartama alatt segítséget nyújtsanak az erekció megtartásában. Potencianövelőkre akkor van szükség, ha csökken a férfi vágy. A szintetikus potencianövelők károsak az egészségre ezért érdemes természetes megoldásokat keresni. Magas vérnyomás, szívbetegségek vagy gyógyszerallergia esetén kifejezetten tilos ilyen készítményeket beszedni.

## Milyen vágyfokozó ételek léteznek?
- Zöld tea
- Chili
- Fokhagyma
- Gyömbér
- GinkoBiloba
- Cink
- D-vitamin
- Inzulin
- Fahéj
- Görögdinnye
- Alma (a Female Sexual Function Index (FSFI) intézet kutatása alapján jobban kívánták azok a nők a szexet akik minden nap megettek egy almát)

## A vágyat negatívan befolyásoló tényezők
- Alkohol
- Stressz
- Kapcsolati gondok
- Gyógyszerek
- Menopauza
- Depresszió
- Intimitás hiánya
- Anabolikus szteroidok
- Elhízás
- Mozgásszegény életmód
- Időskori férfiklimax

## Mikkel lehet még fokozni a természetes potencianövelő ételek hatását?
- Rendszeres testmozgás
- Túlsúly leadása
- Stresszmentes életmód
- Egészséges táplálkozás